# Томилівський парк

«Томилівський» — парк-пам'ятка садово-паркового мистецтва місцевого значення. Парк розташований на території Білоцерківського району Київської області, Шкарівська сільська рада, розташовується в межах ДП «Білоцерківське лісове господарство», Томилівське лісництво — кв. 77 вид. 20, кв. 79 вид. 4. Оголошено рішенням виконавчого комітету Київської обласної ради народних депутатів від 28.02.1972 р. № 118.
В парку зростає близько 330 видів деревних і чагарникових порід, які не трапляються в навколишніх лісах. Цінний у науковому та естетичному значенні.
Площа заказника — 2,8 га, створений у 1972 році.